# Herkuleskeule (Amulett)
Eine Herkuleskeule oder auch Donarskeule ist ein trapez- oder keulenförmiges Amulett aus römischer Zeit und dem Frühmittelalter.

## Herkuleskeulen
Die Keule gilt als Attribut des Vegetationsgottes Herkules und wurde im griechisch-römischen Kulturkreis als Wachstums- und Fruchtbarkeitssymbol getragen.
Herkuleskeulen sind in den römischen Provinzen vor allem seit dem 3. Jahrhundert weit verbreitet. Die meisten Exemplare bestehen aus Gold. Erkennbar sind sie nicht nur an der Keulenform, sondern auch an einer Verzierung mit mehr oder weniger naturalistischen Astknubben. Auf einem Exemplar aus Köln-Nippes ist eine Inschrift DEO HER(culi) angebracht, die eine Verbindung mit dem beschützenden Gott Herkules bestätigt. Bei den Herkuleskeulen werden kleinere (oft unter 3 cm lange), oft massiv gegossene Stücke und größere (oft über 5 cm lange) Exemplare aus Goldblech unterschieden. Wahrscheinlich wurden die kleineren Exemplare meist als Ohrring, die größeren als Anhänger getragen.

## Donarskeulen

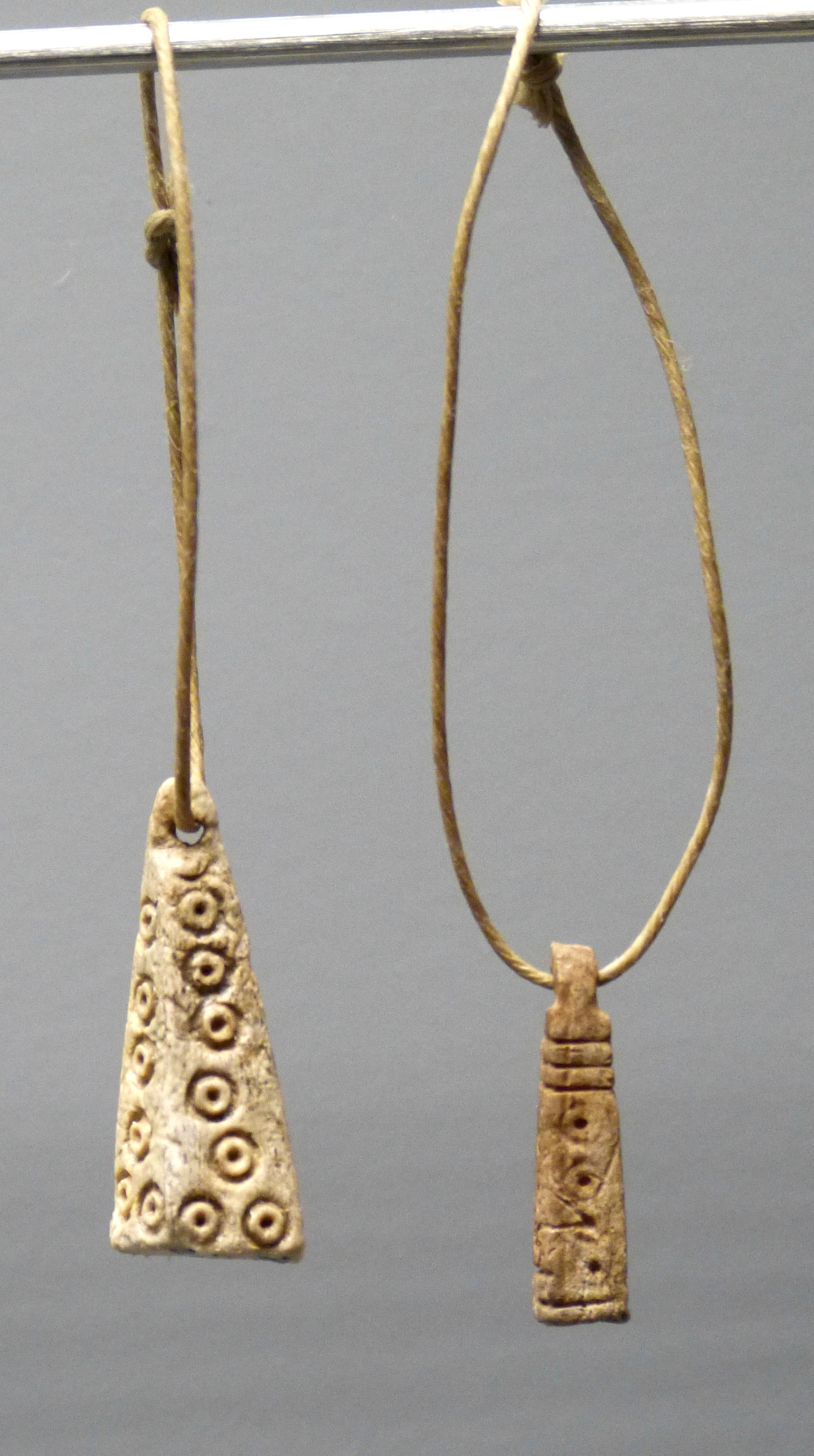
Donarskeulen, Archäologische Staatssammlung München; fotografiert im ehemaligen Niederbayerischen Archäologiemuseum Landau an der Isar.

Im 5. bis 7. Jahrhundert verbreiten sich Donarskeulen sehr schnell aus dem elbgermanischen Raum kommend über ganz Europa, ohne jedoch einen räumlichen und zeitlichen Zusammenhang zu den griechisch-römischen Exemplaren erkennen zu lassen. Aufgrund formaler Ähnlichkeiten und einer vergleichbaren Benutzung in Gräbern ist eine Herleitung aus dem griechisch-römischen Kulturkreis anzunehmen. 
Donarskeulen wurden aus den Spitzen von Geweihenden und seltener aus Knochen, Holz, Bronze oder Edelmetall gefertigt. Sie wurden mit eingeschnittenen, einfachen Strichmustern oder Kreisaugen verziert. Sie sind ausschließlich in Frauen- und Mädchengräbern, im Beckenbereich und gelegentlich im Schläfenbereich der Toten gefunden worden. Die Donarskeulen im Beckenbereich wurden an kleinen eisernen- oder bronzenen Ringen am Gürtelgehänge gut sichtbar getragen. Vermutlich wurden sie ebenfalls als Ohrring oder Schläfenring am Kopfschmuck getragen. In Männergräbern wurden Donarskeulen bisher nicht entdeckt. Da sie häufig zusammen mit Tigerschnecken, einem beliebten Symbol für die Vulva, gefunden wurden, werden sie ebenfalls als Wachstums- und Fruchtbarkeitsamulette gedeutet.
Mit der zunehmenden Christianisierung im 8. Jahrhundert lösen Thorshammer besonders im nördlichen Europa und kreuzförmige Anhänger die Donarskeule als Schutzamulett ab.